# Studios SARM West
 (juin 2024).
La mise en forme du texte ne suit pas les recommandations de Wikipédia : il faut le « wikifier ».
Les points d'amélioration suivants sont les cas les plus fréquents. Le détail des points à revoir est peut-être précisé sur la page de discussion.
- Les titres sont pré-formatés par le logiciel. Ils ne sont ni en capitales, ni en gras.
- Le texte ne doit pas être écrit en capitales (les noms de famille non plus), ni en gras, ni en italique, ni en « petit »…
- Le gras n'est utilisé que pour surligner le titre de l'article dans l'introduction, une seule fois.
- L'italique est rarement utilisé : mots en langue étrangère, titres d'œuvres, noms de bateaux, etc.
- Les citations ne sont pas en italique mais en corps de texte normal. Elles sont entourées par des guillemets français : « et ».
- Les listes à puces sont à éviter, des paragraphes rédigés étant largement préférés. Les tableaux sont à réserver à la présentation de données structurées (résultats, etc.).
- Les appels de note de bas de page (petits chiffres en exposant, introduits par l'outil «  Source ») sont à placer entre la fin de phrase et le point final[comme ça].
- Les liens internes (vers d'autres articles de Wikipédia) sont à choisir avec parcimonie. Créez des liens vers des articles approfondissant le sujet. Les termes génériques sans rapport avec le sujet sont à éviter, ainsi que les répétitions de liens vers un même terme.
- Les liens externes sont à placer uniquement dans une section « Liens externes », à la fin de l'article. Ces liens sont à choisir avec parcimonie suivant les règles définies. Si un lien sert de source à l'article, son insertion dans le texte est à faire par les notes de bas de page.
- La présentation des références doit suivre les conventions bibliographiques. Il est recommandé d'utiliser les modèles {{Ouvrage}}, {{Chapitre}}, {{Article}}, {{Lien web}} et/ou {{Bibliographie}}. Le mode d'édition visuel peut mettre en forme automatiquement les références.
- Insérer une infobox (cadre d'informations à droite) n'est pas obligatoire pour parachever la mise en page.

Pour une aide détaillée, merci de consulter Aide:Wikification.
Si vous pensez que ces points ont été résolus, vous pouvez retirer ce bandeau et améliorer la mise en forme d'un autre article.
Les studios d'enregistrement Sarm West, précédemment connus sous le nom de Studios Basing Street, sont situés dans le quartier de Notting Hill, à Londres. Les studios ont été créés par le producteur Chris Blackwell, fondateur de Island Records. Ils s'appelaient alors Studios Island, Immeuble The Island, Island Records ou ZTT. L'appellation "Sarm West" a regroupé jusqu'à récemment les studios situés au 8-10 Basing Street, et "Sarm Hook End", une bâtisse de Reading dans le Berkshire, transformée en studios d'enregistrements. En septembre 2007, le manoir est en vente.
Installés à l'intérieur d'une ancienne église sécularisée, les studios ont accueilli nombre d'artistes de Island Records, souvent pour des pierres angulaires du rock ou du reggae, comme Iron Maiden, Bob Marley, Steve Winwood, Free, Bad Company, Robert Palmer, Jimmy Cliff, Nick Drake, Fairport Convention, King Crimson, John Martyn, Mott the Hoople, Quintessence, Roxy Music, Sparks, Cat Stevens, Spooky Tooth, Traffic, Jethro Tull, the Average White Band et le Sensational Alex Harvey Band.
D'autres artistes non signés chez Island enregistrent là : Queen, The Eagles, Emerson, Lake & Palmer, les Rolling Stones et Led Zeppelin.
En 1970, deux albums majeurs du rock sont enregistrés : Led Zeppelin IV de Led Zeppelin (en partie), et Aqualung de Jethro Tull. Durant l'année 1973, ce sont Bob Marley (et les Wailers) et les Rolling Stones qui y enregistrent. Marley a vécu un court moment dans les appartements du studio, derrière l'ancienne église, depuis transformés en salle d'enregistrement informatisée (Writing Room).
En 2007 Madonna enregistre son nouvel album Hard Candy dans les studios.
Les studios appartiennent aujourd'hui au groupe SPZ, holding appartenant à Trevor Horn et à sa femme Jill Sinclair. Le complexe des studios Sarm comprend aussi les bureaux des labels d'enregistrement ZTT Records et Stiff Records, et les sociétés d'édition Perfect Songs et Unforgettable.